# 알폰소 카라파

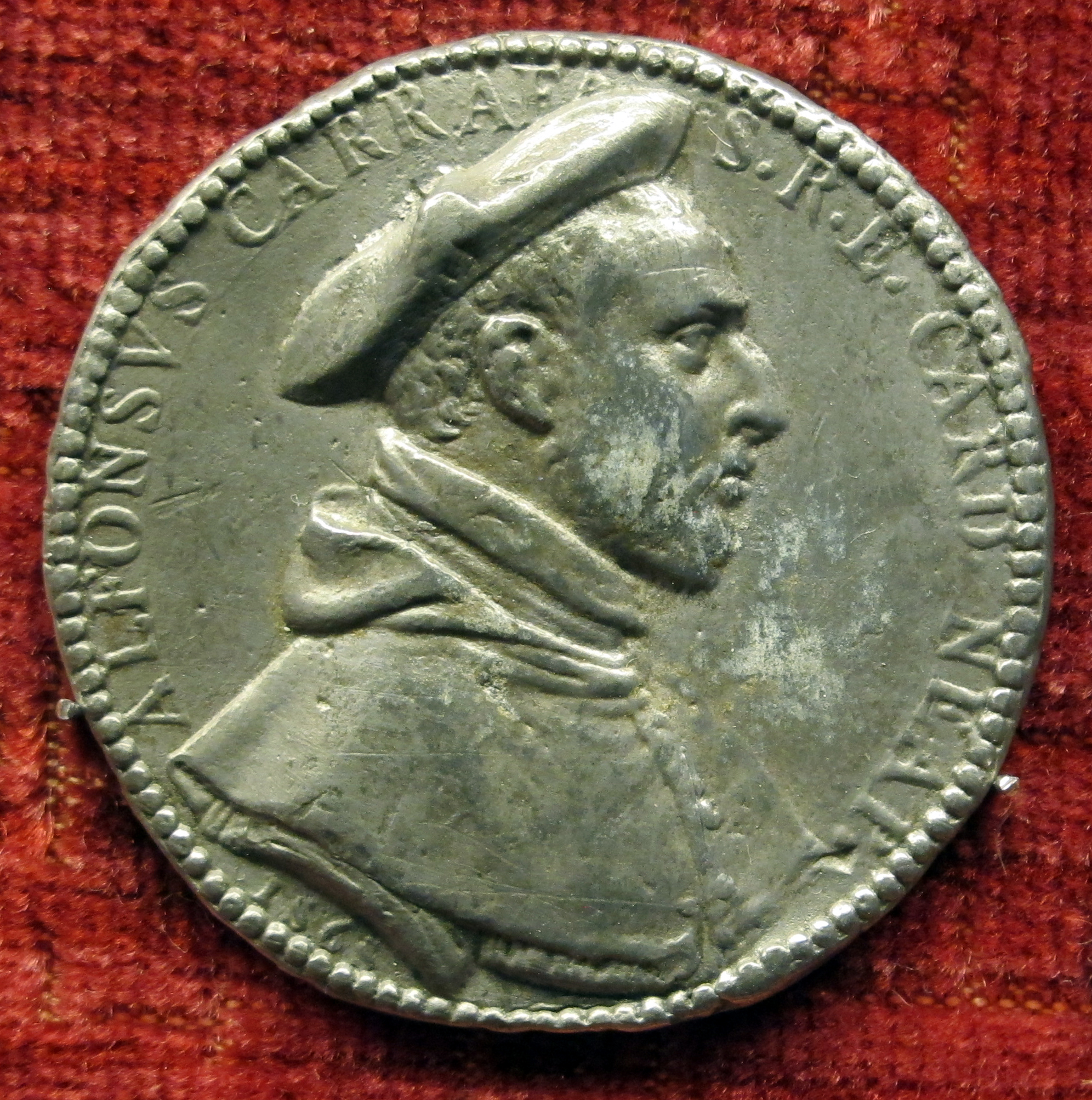

알폰소 카라파(이탈리아어: Alfonso Carafa, 1540년 - 1565년)는 이탈리아 가톨릭교회의 추기경이자 나폴리의 명문 귀족 가문의 일원이다. 그의 아버지 안토니오는 몬테벨로의 후작이며, 큰삼촌인 잔 피에트로 카라파는 1555년 교황좌에 착좌하여 교황 바오로 4세가 되었다.
알폰소는 1548년 큰삼촌의 부름으로 성직자가 되어 로마 교황청에서 근무하였다. 삼촌인 카라파 추기경이 교황으로 선출되자 알폰소는 교황청 서기장에 임명되었다. 1557년 3월 알폰소는 추기경에 서임되었으며, 몇 주 후에 나폴리의 대교구장에 임명되었다. 알폰소의 삼촌인 카를로와 조반니가 바오로 4세의 눈 밖에 난 이후, 알폰소는 명실 공히 바오로 4세의 신임을 가장 많이 받은 최측근이 되었다.
1560년 6월, 새로 등극한 교황 비오 4세의 명령에 따라 알폰소 추기경은 그의 두 삼촌들과 같이 부패 혐의와 교황의 재산을 절도했다는 죄목으로 체포되어 산탄젤로 성에 감금되었다. 하지만 그의 삼촌들이 사람들로부터 경멸받는데 반해 알폰소는 동정심을 사면서, 세 사람 중에서 알폰소만 사형을 유일하게 면하였다. 1561년 4월 알폰소는 감옥에서 석방되었으며 1562년 대교구장으로 복직되었다. 알폰소는 1565년 8월 29일에 열병으로 인해 사망하였는데, 그때 그의 나이 스물다섯 살이었다.